# Winter-Paralympics 1988
| Medaillenspiegel               | Medaillenspiegel   | Medaillenspiegel | Medaillenspiegel | Medaillenspiegel | Medaillenspiegel |
| Platz                          | Land               | Goldmedaille     | Silbermedaille   | Bronzemedaille   | Gesamt           |
| ------------------------------ | ------------------ | ---------------- | ---------------- | ---------------- | ---------------- |
| 1                              | Norwegen           | 25               | 21               | 14               | 60               |
| 2                              | Österreich         | 20               | 10               | 14               | 44               |
| 3                              | BR Deutschland     | 9                | 11               | 10               | 30               |
| 4                              | Finnland           | 9                | 8                | 8                | 25               |
| 5                              | Schweiz            | 8                | 7                | 8                | 23               |
| 6                              | Vereinigte Staaten | 7                | 17               | 6                | 30               |
| 7                              | Frankreich         | 5                | 5                | 3                | 13               |
| 8                              | Kanada             | 5                | 3                | 5                | 13               |
| 9                              | Schweden           | 3                | 7                | 5                | 15               |
| 10                             | Italien            | 3                | –                | 6                | 9                |
| Vollständiger Medaillenspiegel |                    |                  |                  |                  |                  |

Die IV. Winter-Paralympics wurden vom 17. bis 24. Januar 1988 in der österreichischen Stadt Innsbruck ausgetragen, die nach 1984 die zweiten Paralympics, also die Olympischen Spiele für Menschen mit körperlicher Behinderung, in Folge ausrichtete.

## Organisation und Verlauf
Wie bereits im Jahr 1984 standen die Paralympics unter der Schirmherrschaft des IOC. Für die folgenden Paralympics wurde 1988 festgelegt, dass sie jeweils am Austragungsort der Olympischen Spiele stattfinden und die Bewerbung für beide Wettkämpfe gemeinsam erfolgen sollte. Dieses Verfahren wurde seit den Winter-Paralympics 1992 angewandt.
377 Athleten aus 22 Nationen nahmen an den insgesamt 96 Wettbewerben teil, die in den vier Sportarten Biathlon, Eisschlittenrennen, Ski Alpin und Skilanglauf.
Zur Finanzierung der Spiele trug neben Zuschüssen der Republik Österreich, des Landes Tirol, der Stadt Innsbruck und Österreichischer Versehrtensportverbände auch die Ausgabe einer Sonderbriefmarke mit Zuschlag bei.
Wegen Schneemangels in Innsbruck mussten die nordischen Disziplinen von Natters nach Seefeld und die alpinen von der Mutterer Alm auf das Pfriemsköpfl verlegt werden.

## Teilnehmer
| Europa (291 Athleten aus 17 Nationen)                                                                      | Europa (291 Athleten aus 17 Nationen)                                                             | Europa (291 Athleten aus 17 Nationen)                                                 |
| --- | ------------------------------------------------------------------------------------------------- | ------------------------------------------------------------------------------------- |
| - Belgien (2) - BR Deutschland (34) - Dänemark (3) - Finnland (21) - Frankreich (16) - Großbritannien (21) | - Italien (24) - Jugoslawien (3) - Niederlande (8) - Norwegen (21) - Polen (18) - Österreich (52) | - Schweden (17) - Schweiz (32) - Sowjetunion (8) - Spanien (7) - Tschechoslowakei (4) |
| Amerika (65 Athleten aus 2 Nationen)                                                                       |                                                                                                   |                                                                                       |
| - Kanada (20)                                                                                              | - Vereinigte Staaten (45)                                                                         |                                                                                       |
| Asien (13 Athleten aus 1 Nation)                                                                           |                                                                                                   |                                                                                       |
| - Japan (13)                                                                                               |                                                                                                   |                                                                                       |
| Ozeanien (8 Athleten aus 2 Nationen)                                                                       |                                                                                                   |                                                                                       |
| - Australien (5)                                                                                           | - Neuseeland (3)                                                                                  |                                                                                       |
| (Anzahl der Athleten) * erstmalige Teilnahme an Winter-Paralympics                                         |                                                                                                   |                                                                                       |

## Sportarten
Neu ins Programm aufgenommen wurde Biathlon.
- Biathlon
- Eisschlittenrennen
- Ski Alpin
- Skilanglauf